# Hryhorij Nehiriow
Hryhorij Arkadijowycz Nehiriow, ukr. Григорій Аркадійович Негірьов, ros. Григорий Аркадьевич Негирёв, Grigorij Arkadjewicz Niegiriow (ur. 1 września 1956, Turkmeńska SRR) – ukraiński piłkarz, grający na pozycji napastnika lub pomocnika, trener piłkarski.

## Kariera piłkarska
W 1974 rozpoczął karierę piłkarską w drużynie Stroitiel Aszchabad, który potem zmienił nazwę na Kolhozçi Aszchabad. W 1979 został zaproszony do pierwszoligowego Metałurha Zaporoże. W 1982 bronił barw klubu Krystału Chersoń. W 1983 został piłkarzem Torpeda Zaporoże, w którym zakończył karierę piłkarza w roku 1985. Potem występował w zespołach amatorskich, m.in. Transformator Zaporoże i ZAlK Zaporoże.

## Kariera trenerska
Po zakończeniu kariery piłkarskiej rozpoczął pracę szkoleniowca. W 2006 dołączył do sztabu szkoleniowego Metałurha Zaporoże, gdzie pomagał trenować piłkarzy klubu. W maju 2011 pełnił obowiązki głównego trenera Metałurha. Od lipca 2013 pracuje z dziećmi w Szkole Sportowej Metałurh Zaporoże.

## Sukcesy i odznaczenia

### Sukcesy piłkarskie
Torpedo Zaporoże
- mistrz Ukraińskiej SRR wśród amatorów: 1984
- zdobywca Pucharu Ukraińskiej SRR wśród amatorów: 1984